# Anadara chemnitzii
Anadara chemnitzii är en musselart som först beskrevs av Philippi 1851.  Anadara chemnitzii ingår i släktet Anadara och familjen Arcidae. Inga underarter finns listade i Catalogue of Life.